# アカハシリュウキュウガモ
アカハシリュウキュウガモ（赤嘴琉球鴨、学名 Dendrocygna autumnalis）は、カモ目カモ科に分類される鳥類の一種である。

## 分布
中央アメリカから南アメリカ中北部にかけて分布する。

## 形態
頭部から頸にかけては赤みがかった灰褐色で、下頸から背中、肩羽は赤褐色。胸から腹にかけてと翼の下面は黒い。嘴は赤みの強いピンク色、足は淡いピンク色である。
足がやや長く、頸も長めである。

## 生態
川岸や浅い沼地に生息する。普段は水辺に群れを作って生活するが、驚くと樹上に逃避する。
植物食で、雑穀やトウモロコシなどを好んで食する。採餌は夜間行う。